# Johan Silvmark
Johan Silvmark, född 1963, är slagverkare i slagverksensemblen Kroumata sedan 1983. Han är utbildad vid Kungliga Musikhögskolan i Stockholm. 1989 studerade han under Keiko Abe Förutom Kroumata har han arbetat som slagverkare i Sveriges Radios symfoniorkester, Kungliga Filharmoniska Orkestern och Hovkapellet.